# Токарев, Иван Михайлович
Иван Михайлович Токарев (16 февраля 1890, с. Каратузское, Минусинский уезд, Енисейская губерния — 1955, Москва) — советский военачальник, генерал-майор (4 июня 1940), участник Гражданской и Великой Отечественной войн.

## Биография
В 1905 году окончил Минусинское городское уездное училище, в 1909 году Красноярскую учительскую семинарию, затем работал учителем. В1915 году был призван в Русскую императорскую армию, где служил до 1918 года. В 1919 году добровольцем поступил на службу в Рабоче-Крестьянскую Красную Армию. Участвовал в Гражданской войне, будучи красноармейцем служил на Туркестанском фронте.
С 1925—1927 год был слушателем Военной Академии им. М. В. Фрунзе в Москве. В июля 1927 года был назначен начальником штаба кавалерийского полка и начальником 1-й части штаба 6-й Чонгарской кавалерийской дивизии. С февраля 1932 года занимал должность начальника штаба 43-й стрелковой дивизии Белорусского военного округа. С марта 1936 года был начальником штаба 2-го стрелкового корпуса БВО.
С ноября 1941 года занимал должность начальника штаба 59-й армии Сибирского военного округа, с декабря 1941 года — Архангельского, а с 18 декабря 1941 года — Волховского фронта.
С 30 марта 1942 года был начальником факультета заочного обучения Военной Академии им. М. В. Фрунзе.
12 мая 1950 года уволен в запас.
Умер в 1955 году в Москве.

## Награды
- Орден Ленина (21.02.1945);
- Ордена Красного Знамени (03.11.1944);
- Орден Красной Звезды (22.02.1944);
- Орден Отечественной войны I степени (29.06.1945)[1];
- Медаль «XX лет Рабоче-Крестьянской Красной Армии» (22.02.1938);
- Медаль "За победу над Германией в Великой Отечественной войне 1941—1945 гг. (10.08.1945).